# لی سوفن
لی سوفن (انگلیسی: Lei Sufen؛ زادهٔ ۵ ژوئن ۱۹۷۹) بازیکن زن هندبال اهل چین بود. وی در بازی‌های المپیک تابستانی ۲۰۰۸ شرکت کرده‌است.